# محمد غلوم
محمد غلوم (بالإنجليزية: Mohamed Ghaloum) هو مبارز بالسيف كويتي سابق، وُلد في 9 ديسمبر 1965. يُعتبر أحد الرياضيين الذين ساهموا في تمثيل الكويت في الرياضات الأولمبية، حيث شارك في مسابقة سلاح الشيش للفرق في الألعاب الأولمبية الصيفية 1984، وسجل نتيجة بلغت 0–5.

## مسيرته الرياضية
بدأ محمد غلوم مسيرته في رياضة المبارزة منذ صغره، حيث تدرب على فنون سلاح الشيش تحت إشراف مدربين محليين متخصصين. تميز بأدائه التقني وقدرته على التركيز خلال المباريات، مما أهلّه للانضمام إلى المنتخب الوطني الكويتي للمبارزة. شارك في بطولات محلية ودولية، وكان له دور بارز في رفع مستوى الرياضة داخل الكويت، خاصة في سباقات الفرق والتحديات الفردية.

## مشاركاته الأولمبية
مثل غلوم الكويت في دورة الألعاب الأولمبية الصيفية 1984، وهي المرة الأولى التي يشارك فيها المنتخب الكويتي في منافسات المبارزة الأولمبية. تنافس في مسابقة الفرق لسلاح الشيش، واكتسب خبرة كبيرة من اللعب أمام منافسين دوليين على مستوى عالٍ، ما ساهم في تطوير مهاراته وتقنيات اللعب.

## وصلات خارجية
- Mohamed Ghaloum على موقع أوليمبيديا (الإنجليزية)